# Berndmark Heukemes

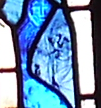
Berndmark Heukemes im Kirchenfenster von St. Gallus

Berndmark Heukemes (bürgerlich Bernhard Markus Heukemes; * 26. Februar 1924 in Aachen; † 16. Januar 2009 in Heidelberg) war ein deutscher Provinzialrömischer Archäologe, der vor allem das archäologische Erbe der Städte Heidelberg und Ladenburg erforschte.

## Leben und Werk

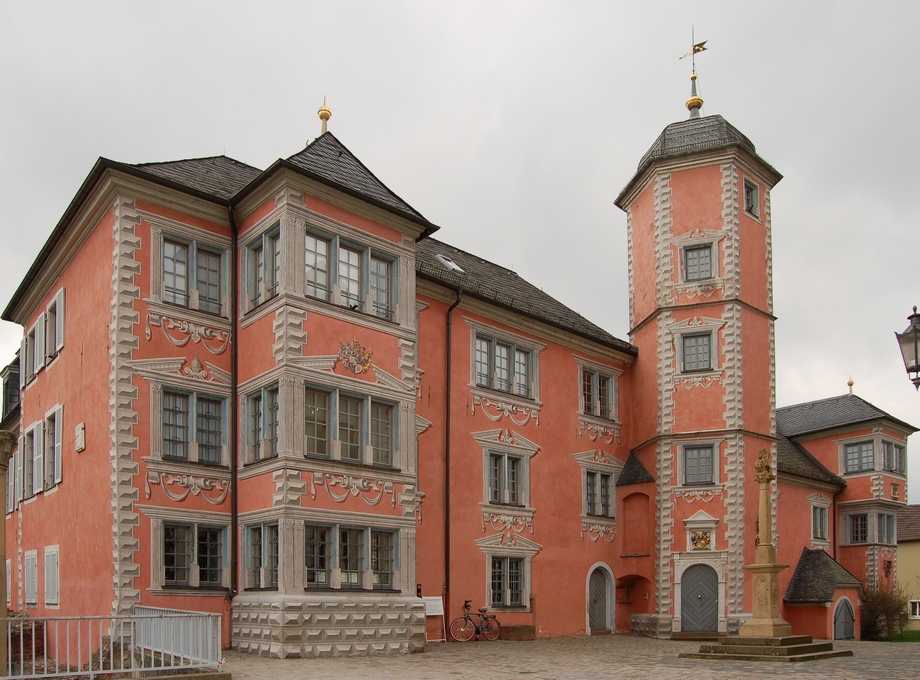
Lobdengau-Museum in Ladenburg (2007)

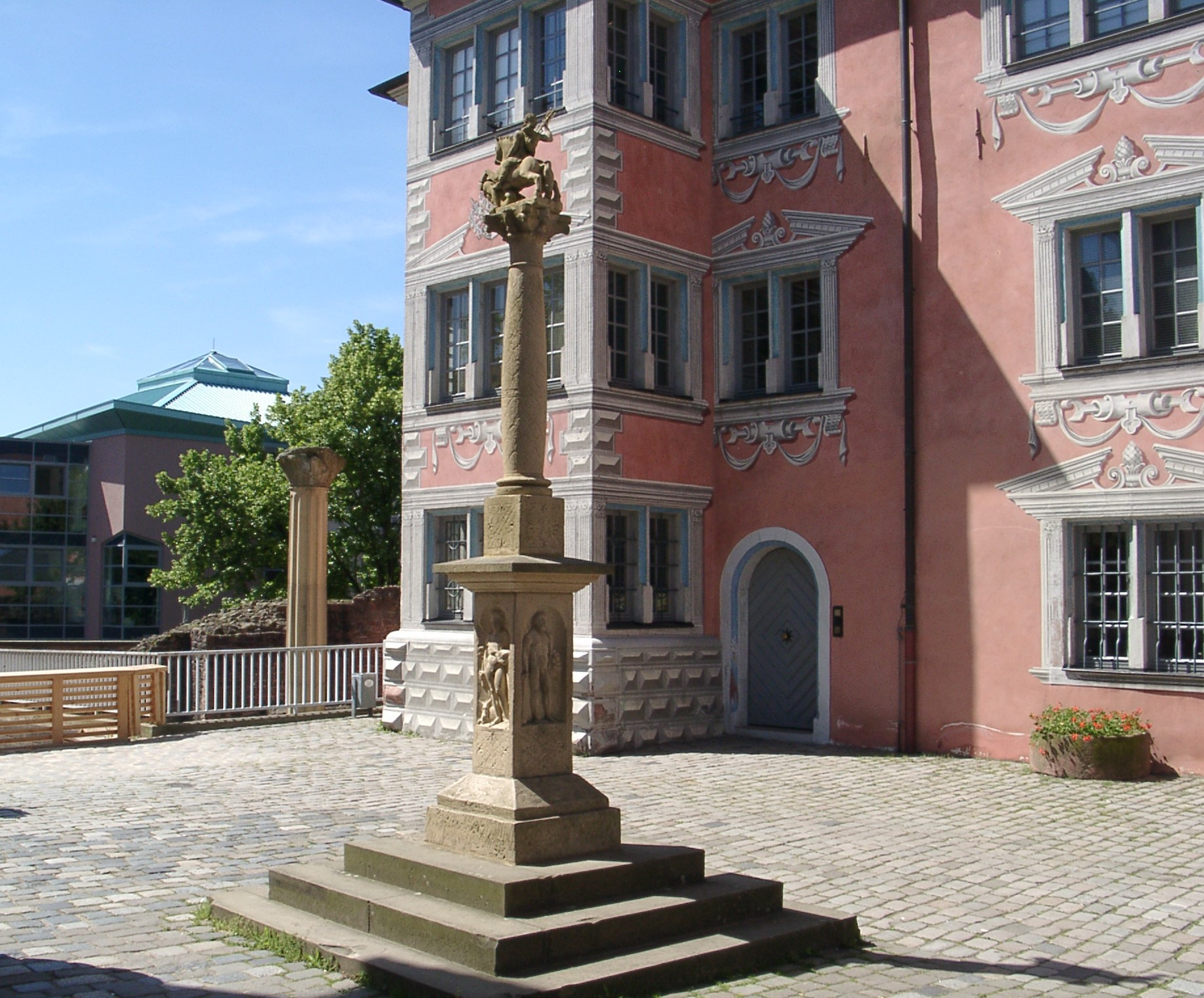
Jupitergigantensäule vor dem Museum

Berndmark Heukemes stammt aus einer deutschbelgischen Familie. Nach dem Schulbesuch in Aachen war Heukemes Kriegsteilnehmer am Zweiten Weltkrieg. Dabei wurde er sechsmal verwundet, darunter einmal so schwer, dass er kurzzeitig erblindete. Nach dem Krieg studierte er ab 1945 zunächst Architektur und Baugeschichte an der Technischen Hochschule Karlsruhe, wechselte dann aber zu einem Studium, das seinen Interessen mehr entsprach, an die Ruprecht-Karls-Universität Heidelberg. Dort belegte er unter anderem die Fächer Klassische Archäologie, Ur- und Frühgeschichte, Kunstgeschichte, Islamwissenschaften und Numismatik und schloss das Studium 1951 ab. Sein Ziel, als Ausgräber im Vorderen Orient und in Asien tätig zu werden, konnte er nicht verwirklichen; stattdessen verschrieb er sich der Archäologie seiner neuen Heimatstadt Heidelberg.
Bereits als Student begann Heukemes 1948 in Ladenburg, dem antiken Lopodunum, zu forschen. Damit begannen seine bedeutenden Forschungen in der Rhein-Neckar-Region, vor allem in Ladenburg und Heidelberg. Da der Bauboom während der „Wirtschaftswunder“-Jahre zahlreiche antike Befunde zu zerstören drohte, unternahm Heukemes zahlreiche Rettungsgrabungen und versuchte auf den Baustellen die von der Vernichtung betroffenen römischen Bauten zu dokumentieren. Als einer der Pioniere der Luftbildarchäologie im Nachkriegsdeutschland begann er darüber hinaus 1952 mithilfe eines amerikanischen Militärflugzeugs Aufklärungsflüge im Rhein-Neckar-Raum und fand 17 römische Villae rusticae. 1960 wurde Heukemes an der Universität Heidelberg mit dem Thema „Heidelberger Keramik der Römerzeit“ promoviert.
Nach Abschluss seines Studiums arbeitete Heukemes zunächst für elf Jahre ohne feste Anstellung, da die Stadt Heidelberg über keine Planstelle für einen Archäologen verfügte. Vom Land Baden-Württemberg wurde er zum ehrenamtlichen Bezirksdenkmalpfleger für die Stadt Heidelberg, den gleichnamigen Landkreis und Ladenburg. Erst 1962 schuf die Stadt eine feste Stelle für ihn und stellte ihn als Leiter der archäologischen Abteilung des Kurpfälzischen Museums ein. In dieser Position war er bis 1992 tätig.
Daneben engagierte Heukemes sich jahrzehntelang ehrenamtlich, unter anderem im Heimatbund Ladenburg. In Ladenburg wohnte er ab 1959 im Bischofshof, der ehemaligen Residenz der Wormser Bischöfe, in dem im Jahr darauf das von ihm wissenschaftlich betreute Lobdengau-Museum eröffnete. An zahlreichen Grabungen in der Stadt war er beteiligt. Außerdem engagierte er sich für die sachgerechte Restaurierung der von Verfall, Verunstaltung und Vernichtung bedrohten historischen Altstadt Ladenburgs. In Heidelberg war er 1973 Mitgründer der Schutzgemeinschaft Heiligenberg, der er bis 1997 vorstand.
Zu Heukemes wichtigsten Funden zählen das Gräberfeld der Neckarsueben in Ladenburg, das Sol-Mithras-Relief, das Schauspieltheater, das Grab Bischofs Ludwig Anton von der Pfalz in der Sebastianskapelle, die Jupitergigantensäule, der 54-teilige Bronzeschatz, der Burgus und die keltische Viereck-Schanze und in Heidelberg das Grab Kurfürst Friedrichs des Siegreichen in der Jesuitenkirche und das mit 1400 Gräbern größte zusammenhängende Gräberfeld in Süddeutschland (bis 1970 als Grabungsleiter).
Berndmark Heukemes war verheiratet mit Marie-Luise Heukemes und hatte mit ihr einen Sohn, Frank Heukemes. Die früheren Wohnräume der Familie im Bischofshof wurden 2012 in Museumsräume für historische, archäologische und künstlerische Sonderausstellungen umgebaut. In einem Erker der Räumlichkeiten wurde ein dauerhaftes Ausstellungsmodul eingerichtet, das an Leben und Werk von Berndmark Heukemes erinnert.

## Ehrungen
Heukemes wurde vielfach geehrt. Bereits 1952 erhielt er die Medaille des Universitätspreises der Universität Heidelberg, Ladenburg ernannte ihn 1984 zum Ehrenbürger, 1985 erhielt er die Medaille der Dombauhütte Speyer, 1986 das Bundesverdienstkreuz am Bande, 1989 die Heimatmedaille des Landes Baden-Württemberg, 1990 den Oberrheinischen Kulturpreis der Goethe-Stiftung Basel und 1994 die Bürgermedaille der Stadt Heidelberg. Im Dezember 2012 wurde die Dr. Berndmark Heukemes-Anlage nahe dem Lobdengau-Museum in Ladenburg als Erinnerungsstätte für den ehemaligen Museumsleiter, Archäologen und Ladenburger Ehrenbürger eröffnet und eine Gedenktafel enthüllt.

## Schriften (Auswahl)
- Römische Keramik aus Heidelberg (= Materialien zur römisch-germanischen Keramik. Heft 8). Rudolf Habelt, Bonn 1964.
- Aus der Vorzeit der Gemarkung: Vor- und Frühgeschichte der Gemarkung Nussloch, Landkreis Heidelberg. In: Josef von Golitschek (Redaktion): Nussloch. Ein Heimatbuch. Bürgermeisteramt, Nussloch 1966.
- Die römische Zeit. In: Die Stadt- und die Landkreise Heidelberg und Mannheim. Amtliche Kreisbeschreibung. Band 1, Braun, Karlsruhe 1966, S. 150–179.
- mit Albrecht Dauber, Erich Gropengießer und Meinrad Schaab: Archäologische Karte der Stadt- und der Landkreise Heidelberg und Mannheim (= Badische Fundberichte. Sonderheft 10). Staatliches Amt für Denkmalpflege, Abt. Ur- und Frühgeschichte, Karlsruhe 1967.
- mit Karl Hoffmann: Ladenburg. Führer durch die zweitausendjährige Stadt und durch das Lobdengau-Museum. Brausdruck, Heidelberg 1970.
- Die römischen Funde von der St. Sebastianskapelle in Ladenburg am Neckar. In: Saalburg-Jahrbuch. Band 28, 1971, S. 5–13.
- Robert Häusser: Ladenburg. Porträt einer 2000jährigen Stadt. Text von Berndmark Heukemes. Südwestdeutsche Verlagsanstalt, Mannheim 1971 (Bildband).
- Der spätrömische Burgus von Lopodunum – Ladenburg am Neckar. Vorbericht der Untersuchung von 1979. In: Fundberichte aus Baden-Württemberg. Band 6, 1981, S. 433–473.
- Lopodunum. Civitas Ulpia Sueborum Nicretum. Archäologischer Plan des römischen Ladenburg. Herausgegeben vom Landesdenkmalamt Baden-Württemberg in Verbindung mit der Stadt Ladenburg. Landesvermessungsamt Baden-Württemberg, 1986.
- mit Meinrad Schaab: Mittelalterliche Städte auf römischer Grundlage im einstigen Dekumatenland. Ladenburg und Wimpfen im Tal aus der Sicht der frühmittelalterlichen Landesgeschichte. In: Zeitschrift für die Geschichte des Oberrheins. Band 135, 1987, S. 1–66.
- Fundbericht. In: Ernst Künzl, Susanna Künzl: Das römische Prunkportal von Ladenburg (= Forschungen und Berichte zur Vor- und Frühgeschichte in Baden-Württemberg. Band 94). Konrad Theiss, Stuttgart 2003, ISBN 3-8062-1829-3, S. 95–106.